# Saint-Benoît-d'Hébertot
Saint-Benoît-d'Hébertot és un municipi francès situat al departament de Calvados i a la regió de Normandia. L'any 2007 tenia 332 habitants.

## Demografia

### Població
El 2007 la població de fet de Saint-Benoît-d'Hébertot era de 332 persones. Hi havia 125 famílies de les quals 27 eren unipersonals (19 homes vivint sols i 8 dones vivint soles), 41 parelles sense fills, 53 parelles amb fills i 4 famílies monoparentals amb fills.
La població ha evolucionat segons el següent gràfic:
Habitants censats

### Habitatges
El 2007 hi havia 173 habitatges, 125 eren l'habitatge principal de la família, 40 eren segones residències i 9 estaven desocupats. 170 eren cases i 4 eren apartaments. Dels 125 habitatges principals, 107 estaven ocupats pels seus propietaris, 17 estaven llogats i ocupats pels llogaters i 1 estava cedit a títol gratuït; 2 tenien dues cambres, 19 en tenien tres, 37 en tenien quatre i 68 en tenien cinc o més. 100 habitatges disposaven pel capbaix d'una plaça de pàrquing. A 45 habitatges hi havia un automòbil i a 76 n'hi havia dos o més.

### Piràmide de població
La piràmide de població per edats i sexe el 2009 era:
| Homes | Edats   | Dones |
| ----- | ------- | ----- |
| 0     | 95 o +  | 0     |
| 0     | 90 a 94 | 0     |
| 0     | 85 a 89 | 0     |
| 4     | 80 a 84 | 0     |
| 4     | 75 a 79 | 8     |
| 8     | 70 a 74 | 12    |
| 8     | 65 a 69 | 12    |
| 4     | 60 a 64 | 8     |
| 0     | 55 a 59 | 4     |
| 4     | 50 a 54 | 8     |
| 12    | 45 a 49 | 12    |
| 20    | 40 a 44 | 12    |
| 24    | 35 a 39 | 16    |
| 4     | 30 a 34 | 4     |
| 12    | 25 a 29 | 4     |
| 8     | 20 a 24 | 8     |
| 8     | 15 a 19 | 12    |
| 16    | 10 a 14 | 8     |
| 4     | 5 a 9   | 20    |
| 20    | 0 a 4   | 0     |

## Economia
El 2007 la població en edat de treballar era de 221 persones, 169 eren actives i 52 eren inactives. De les 169 persones actives 154 estaven ocupades (84 homes i 70 dones) i 16 estaven aturades (6 homes i 10 dones). De les 52 persones inactives 21 estaven jubilades, 13 estaven estudiant i 18 estaven classificades com a «altres inactius».

### Ingressos
El 2009 a Saint-Benoît-d'Hébertot hi havia 135 unitats fiscals que integraven 366,5 persones, la mediana anual d'ingressos fiscals per persona era de 17.245 €.

### Activitats econòmiques
Dels 22 establiments que hi havia el 2007, 1 era d'una empresa extractiva, 1 d'una empresa alimentària, 8 d'empreses de construcció, 3 d'empreses de comerç i reparació d'automòbils, 1 d'una empresa de transport, 1 d'una empresa d'informació i comunicació, 3 d'empreses immobiliàries, 3 d'empreses de serveis i 1 d'una empresa classificada com a «altres activitats de serveis».
Dels 9 establiments de servei als particulars que hi havia el 2009, 2 eren fusteries, 3 lampisteries, 1 electricista, 1 empresa de construcció, 1 perruqueria i 1 agència immobiliària.
L'any 2000 a Saint-Benoît-d'Hébertot hi havia 17 explotacions agrícoles que ocupaven un total de 658 hectàrees.

## Equipaments sanitaris i escolars
El 2009 hi havia una escola elemental integrada dins d'un grup escolar amb les comunes properes formant una escola dispersa.

## Poblacions més properes
El següent diagrama mostra les poblacions més properes.